# Walter Strobl (Maler)
Walter Strobl (* 1968 in Innsbruck) ist ein österreichischer Maler.

## Leben und Wirken
Walter Strobl besuchte von 1983 bis 1987 die Fachschule für angewandte Malerei an der HTL II in Innsbruck. Danach lernte er bis 1990 an der Höheren Lehranstalt für Kunsthandwerk (ASK) an der HTL II in Innsbruck. Zwischen 1990 und 1995 studierte er Malerei und Grafik an der Akademie der bildenden Künste in Wien bei Arik Brauer und Josef Mikl und erhielt sein Diplom für Malerei mit Auszeichnung. Seit 2009 ist er Mitglied der Gesellschaft bildender Künstlerinnen und Künstler Österreichs, Künstlerhaus Wien. Er lebt in Wien.
„Walter Strobls Kunstwerke sind Palimpseste: Er zerlegt zunächst Gesehenes in Grundbauformen, nimmt diese und setzt sie in seiner Malerei (ebenso in Zeichnung und Grafik) neu zusammen. Der Künstler arbeitet mit den Bausteinen des Visuellen und setzt so bekannte Wahrnehmungsbilder mit dem neuen Bildraum in Konkurrenz. Der Akt des Sehens und die Wahrnehmung steht dabei im Zentrum seiner Arbeiten. Er führt dem Betrachtervor Augen, wie konstruiert unsere Wahrnehmung ist und er erinnert sogleich an die Konstruiertheit der Welt. Seine Malerei ist ein Verweis auf unser Leben in einer arrangierten Wirklichkeit. Walter Strobls Darstellungen von Menschen zeigen die Figuren stets eingezwängt in eine künstlich geschaffene Enge. Seine Geworfenen´ müssen mit der Kraft der Verzweiflung die letzten Freiräume für das Körperliche erobern. Die Verwendung von Licht und Farbe sind wichtige gestalterische Mittel für Strobl. Gerne verwendet er Zwischentöne, wobei sich seine Farben von definitorischen Festlegungen absetzen. Das Licht und die Farben werden zu eigenständigen Mitteln.“

## Ausstellungen
(Quelle:)
- 2016: „Körper Raum Struktur“, Galerie Lehner, Wien
- 2014: „körper : räume / corpi : spazi“, Schloss Moos-Schulthaus, Eppan (I)
- 2013: „Zwischenräume“, Galerie Lehner, Wien
- 2012: „Irritationen“, Galerie Unart, Villach
- 2011: Galerie Neuhauser Kunstmühle, Salzburg
- 2010: „Projektionen“, Galerie Unart, Villach
- 2009: „Ebenen“, Galerie Augustin, Wien
- 2007: „Bühnen / Stages“, Galerie Neuhauser Kunstmühle, Salzburg und Foyer des Salzburger Landestheaters
- 2007: „Körper. Strich“, Galerie Unart, Villach
- 2006: Galerie Martin Geier Galleria, Algund/Lagundo (I)
- 2006: „stadt / still – leben“, Galerie Augustin, Wien
- 2006: „Schatten“, Kommende Lengmoos/Ritten (I)
- 2005: Fa. Frikus, Zettling
- 2004: „Mensch“, Arkadenplatz und Fa. Riedel, Kufstein
- 2004: Galerie Thomas Hettlage Ars Vivendi, Grünwald/München (D)
- 2003: „Stadt.Räume“, IFK_Internationales Forschungszentrum Kulturwissenschaften, Wien
- 2003: „ArbeitsRäume MenschenBilder“, Otto-Möbes-Akademie, Graz
- 2002: „BildRäume“, Galerie AKUM, Wien
- 2001: Galerie Schloss Neuhaus, Salzburg
- 2000: „Räume/Interni“, Kunstforum Unterland, Neumarkt/Egna (I)
- 2000: Galerie Unart, Villach